# Битка при Ла Рошел
Битката при Ла Рошел (23 юни 1372) представлява англо-кастилско морско сражение от Стогодишната война. Поражението на англичаните разклаща властта им в Аквитания и улеснява завладяването ѝ от французите.
Когато през 1369 г. Шарл V приема апела на аквитанските барони и подновява военните действия, бързо става ясно, че недоволството от управлението на Едуард Черния принц е повсеместно. Армиите на династията Валоа с лекота отвоюват Поату, Перигор, Керси и Руверг – все провинции в северната част на владенията, които им признава договорът в Бретини. Самата аквитанска столица Бордо е заплашена от една армия на Луи д'Анжу, брат на краля. При това положение Гишар д'Англ – маршал на Аквитания и колаборационист с англичаните – настоява пред правителството в Лондон да изпрати голям флот в Ла Рошел. Той трябва да пренесе солидна армия, която да завладее повторно изгубените земи. Англичаните изпълняват исканията му с голямо усилие. Назначават Джон Хейстингс, лорд Пемброук за командир на експедицията и за губернатор на Аквитания.
Шарл V се обръща за помощ към кастилския крал Енрике I, който по-рано заема трона с подкрепа на французите. Кастилците изпращат между 20 и 30 кораба, начело с адмирал Амбросио Боканегра. Те блокират пристанището на града и причакват англичаните, които имат 36 кораба. Кастилските 200-тонни галеони са много по-маневрени от тумбестите английски съдове. Кастилските капитани са далеч по-опитни – истински господари на морето. Ако англичаните са очаквали, че ще превърнат морската битка в сухопътна, както при Сльойс по-рано, остават излъгани. Иберийците избягват абордажите, запалват такелажите на противника, обстрелват английските палуби с примитивните си оръдия, с което не позволяват на стрелците да се изявят. С лекота потопяват повечето английски кораби. Хиляди английски моряци и войници загиват, Д'Англ и Хейстингс попадат в плен. Случилото се се оценява като най-голямата катастрофа на английската морска мощ.
Оттук нататък съдбата на Ла Рошел е предопределена. Наблизо вече чака една френска армия, начело с Бертран дю Геклен. С помощта на кмета тя влиза в пристанищния град и го присъединява към Франция. До 1374 г. Аквитания, както е оформена в Бретини, престава да съществува. Английската власт се свива до Бордо и крайбрежието до Байон.